# Pacific Rim Championships
Les Pacific Rim Championships, appelés Pacific Alliance Championships jusqu'en 2007, est une compétition de gymnastique organisée par USA gymnastic depuis 1988. Elle regroupe plusieurs pays du monde :
- États-Unis
- Australie
- Chine
- Hong Kong
- Taipei chinois
- Colombie
- Japon
- Malaisie
- Mexique
- Pérou
- Philippines
- Russie
- Singapour

En 2004, le championnat a eu lieu à Honolulu, Hawaï. Nastia Liukin, probablement la meilleure gymnaste aux États-Unis s'est octroyée le titre de Pacific Alliance Champion, aux barres asymétriques. 
En 2008, la compétition a eu lieu à San José, Californie.
Quelques athlètes américaines :
- Tira Wang
- Nastia Liukin
- Darlene Hill
- Olivia Courtney
- Jana Bieger
- Chelsea Davis
- Rachel Marmer

Quelques athlètes canadiennes :
- Brittany Rogers
- Nansy Damianova
- Charlotte Mackie
- Lindsay Smith
- Kristina Vaculik
- Jessica Bélanger
- Stéphanie Beaulieu

Le Canada eu droit à une seule médaille d'or. Celle-ci fut remportée par la championne canadienne Jessica Bélanger.